# Angelus (Patty Pravo)
Angelus è il 37º singolo di Patty Pravo, pubblicato nel 1999 dall'etichetta discografica Pensiero stupendo/Sony.

## Il disco
Il singolo contiene uno dei brani di punta dell'album Notti, guai e libertà. Il quarto utilizzato per la promozione dell'album che, nonostante contenga una nuova versione, o meglio un remix, del brano già pubblicato un anno prima, non fa parte dei 100 singoli più venduti del 1999; anno in cui è stato pubblicato.

### Angelus Remix
Angelus è una canzone scritta da Ivano Fossati, sia per la musica che per il testo; l'arrangiamento è di Mauro Paoluzzi e il remix di Roberto Vernetti.
Il brano non fu inserito in nessun album, poiché è un remix dell'omonimo, già pubblicato l'anno precedente sull'album Notti, guai e libertà.
Del brano venne realizzato un videoclip che vede protagonista Patty Pravo sdoppiata nella sua semplicità.

### Angelus
Angelus è una canzone scritta da Ivano Fossati per il testo e per la musica, l'arrangiamento è di Mauro Paoluzzi.
Il brano fu inserito nell'album Notti, guai e libertà, uscito nel 1998.

#### Cover
Il brano fu inciso nel 2000, dall'autore, Ivano Fossati, col titolo omonimo.

## Tracce
CD Single
1. Angelus remix - 4:19
2. Angelus - 5:15